# 4131-es mellékút (Magyarország)
A 4131-es számú mellékút egy bő 4 kilométer hosszú, négy számjegyű országos közút Szabolcs-Szatmár-Bereg vármegye keleti részén; Szatmárcsekét és közvetlen szomszédait köti össze a 491-es főúttal és Kölcsével.

## Nyomvonala
Szatmárcseke és Kölcse közigazgatási határvonalán, a két község és Túristvándi hármashatárától alig méterekre ágazik ki a 4129-es útból, annak 13+250 kilométerszelvénye táján, délkelet felé. Egy darabig kölcsei területen húzódik, majd átlép Túristvándi területére, de ott lakott területeket nem érint. Alig 400 méter után vissza is tér Kölcse határai közé, s a továbbiakban már ott folytatódik, délkelet, kelet, majd a 2. kilométere után dél felé. 2,5 kilométer után ér Kölcse házai közé, ahol előbb a Petőfi utca, majd az Arany János utca nevet veszi fel. Így ér véget, a település központjában, becsatlakozva a 491-es főút 27+500 kilométerszelvénye közelében létesült körforgalomba .
Teljes hossza, az országos közutak térképes nyilvántartását szolgáló kira.gov.hu adatbázisa szerint 4,075 kilométer.

## Települések az út mentén
- (Szatmárcseke)
- (Túristvándi)
- Kölcse